# Système porte
Un système porte désigne, en anatomie, une partie d'un système circulatoire sanguin qui relie deux réseaux capillaires de même type — soit veineux / veineux, soit artériel / artériel. Le système porte est donc branché à ses deux extrémités sur un système ramifié connecté à des capillaires sanguins, alors que le schéma normal de la circulation sanguine passe des artères vers un réseau capillaire, puis vers des systèmes veineux qui se terminent tous dans le cœur. Le système porte, contribue, dans certains cas à une plus grande absorption de nutriments due à une surface de contact plus grande causée par un plus grand nombre de capillaires. Un système porte a aussi la particularité de transporter une substance (le glucose pour le système porte hépatique, des hormones endocrines pour le système porte hypothalamo-hypophysaire).

## Exemples
- veine porte (des capillaires intestinaux aux capillaires hépatiques) : ensemble des veines prenant leur origine dans la rate, le pancréas ou le tube digestif, et aboutissant au foie. En amont, il s'agit des capillaires sanguins de la rate, du pancréas et du tube digestif. En aval, il s'agit des capillaires sinusoïdes hépatiques (qui forment ensuite les trois veines hépatiques vers la cave inférieure). On distingue dans ce système :
  - les racines de la veine porte hépatique : la veine mésentérique supérieure rejoint le tronc spléno-mésaraïque, lui-même né de la convergence entre la veine mésentérique inférieure et la veine splénique, pour constituer le tronc de la veine porte,
  - les branches de la veine porte (droite et gauche) qui divergent pour se ramifier dans le foie. Le système porte s'ajoute donc à l'artère hépatique propre pour irriguer le foie.
- Système vasculaire porte hypothalamo-hypophysaire.
- Système porte rénal, entre l'artériole afférente irriguant le glomérule et l'artériole efférente qui se continue par les capillaires péritubulaires.
- Système porte au niveau surrénal[1], entre la corticosurrénale et la médullosurrénale (ici, le cortisol produit par la corticosurrénale augmente à long terme la synthèse de la phényléthanolamine-N-méthyltransferase, PNMT, dans la médullosurrénale, ce qui augmente la synthèse d'adrénaline en cas de stress par exemple).
- Un autre système porte : système pulmonaire.